# Apanteles eublemmae
Apanteles eublemmae är en stekelart som beskrevs av Nixon 1965. Apanteles eublemmae ingår i släktet Apanteles och familjen bracksteklar. Inga underarter finns listade i Catalogue of Life.